# イジトール
イジトール（英語: iditol）は、化学式が C
6H
14O
6 の糖アルコールの1つ。真菌の代謝産物で、ガラクトキナーゼ欠損症の患者では、この物質が蓄積する。